# Tituly a vyznamenání Markéty II.

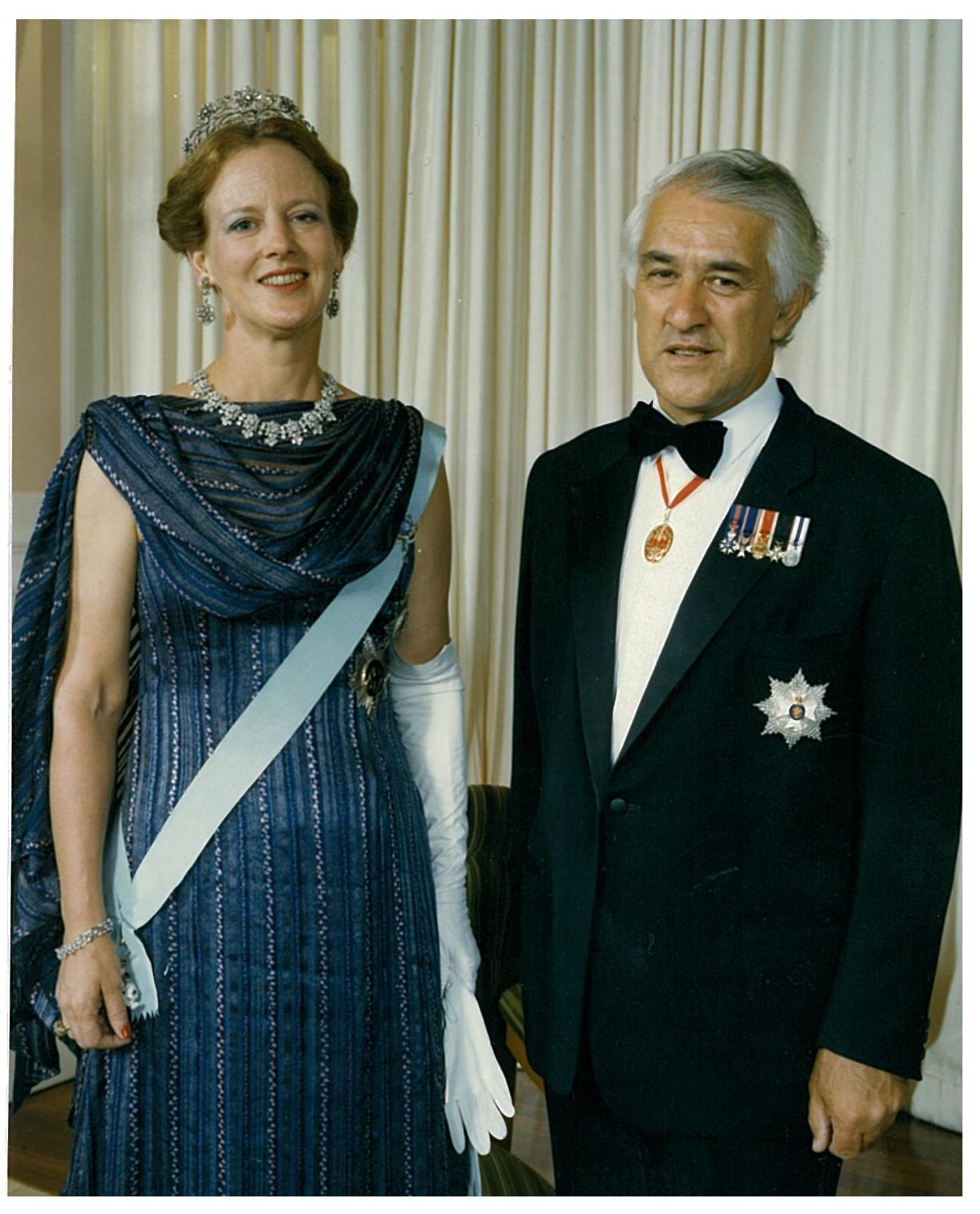
Markéta II. s šerpou Řádu slona

Dánská královna Markéta II. během svého života obdržela řadu vyznamenání a titulů, a to jak před nástupem na trůn, tak i během své vlády. Stala se tak například 1188. rytířem Řádu zlatého rouna či 7. dámou Podvazkového řádu. Je také Colonel-in-Chief britského Královského pluku princezny z Walesu. Při příležitosti jejích 50. narozenin 16. dubna 1990 po ní byla pojmenována oblast na severovýchodě Grónska, Země královny Markéty II.

## Tituly
- 14. května 1940 – 17. června 1944: Její královská Výsost princezna Markéta Dánská a Islandská
- 17. června 1944 – 5. května 1953: Její královská Výsost princezna Markéta Dánská
- 5. května 1953 – 15. ledna 1972: Její královská Výsost princezna Markéta Dánská, následnice trůnu
- 15. ledna 1972 – dosud: Její Veličenstvo Markéta II., královna dánská, plným titulem Z milosti Boží, královna Dánská[3]

Královský monogram Markéty II.
Královský erb Markéty II.

## Vyznamenání

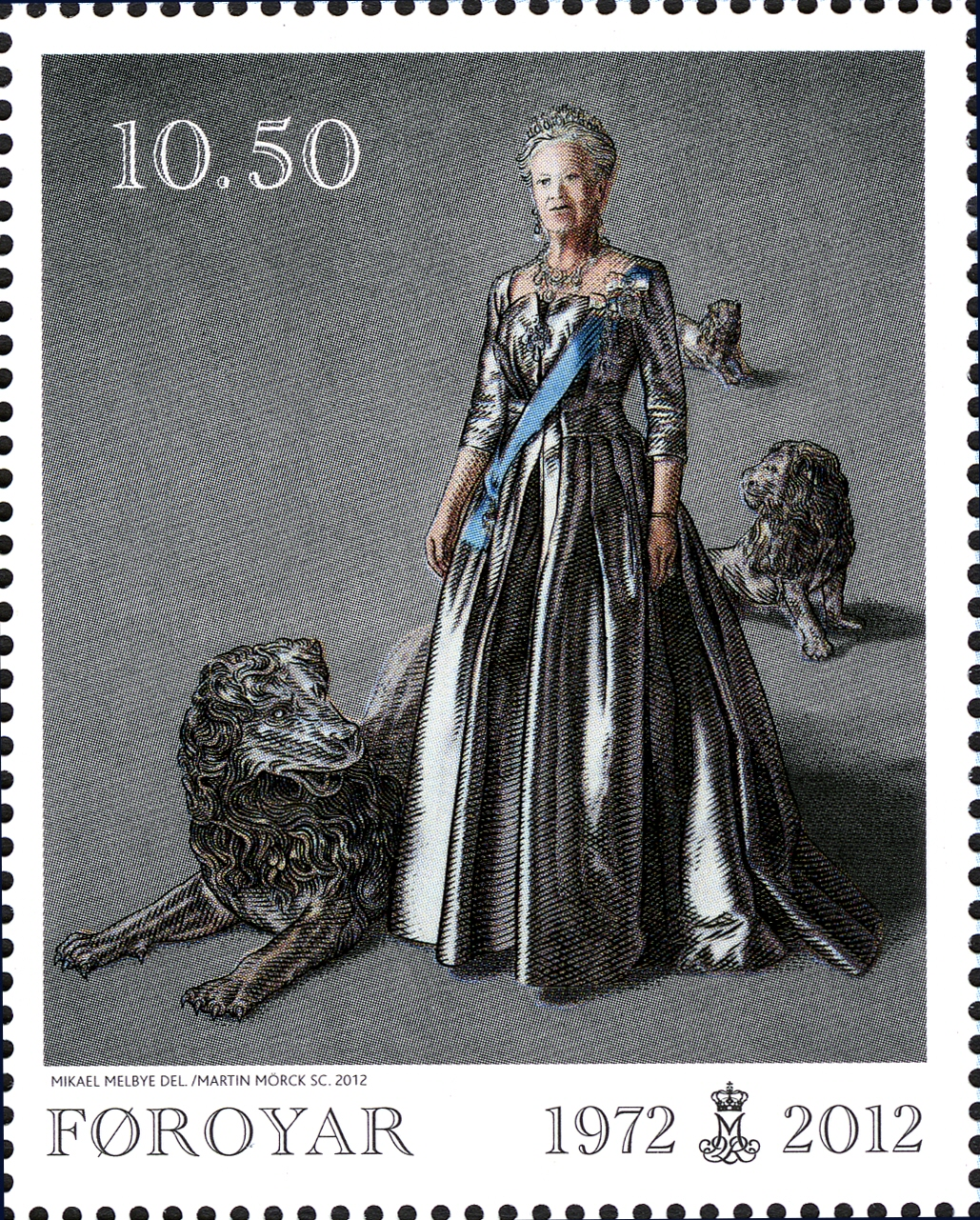
Poštovní známka s portrétem Markéty II. dekorované Řádem slona

### Dánská vyznamenání
- Čestný kříž Řádu Dannebrog
- Záslužná medaile domobrany
- Medaile za 25 let služby v domobraně
- Čestný odznak Ligy civilní obrany
- Čestný odznak Svazu důstojnických rezervistů Dánska
- Čestná medaile Červeného kříže
- Záslužná medaile Červeného kříže
- Medaile 100. výročí narození krále Kristiána X. – 26. září 1970
- Medaile 50. výročí příjezdu královny Ingrid do Dánska – 24. května 1985
- Medaile 100. výročí narození krále Frederika IX. – 11. března 1999
- Pamětní medaile královny Ingrid – 28. března 2001
- Medaile 350. výročí Den Kongelige Livgarde – 30. června 2008
- Medaile 400. výročí Strážného husarského pluku – 17. listopadu 2014
- Grónsko
  -  Nersornaat I. třídy

### Zahraniční vyznamenání
- Argentina
  -  velkokříž Řádu osvoboditele generála San Martína
- Belgie
  -  velkokříž Řádu Leopolda – 1976
- Brazílie
  -  velkokříž s řetězem Řádu Jižního kříže – 1999
- Bulharsko
  -  velkokříž Řádu Stará planina – 2006
- Egypt
  -  velkokříž s řetězem Řádu Nilu – 1986
- Estonsko
  -  Řád kříže země Panny Marie I. třídy s řetězem – 20. listopadu 1995[4]
- Finsko
  -  velkokříž s řetězem Řádu bílé růže – 1958[5]
- Francie
  -  velkokříž Řádu čestné legie – 1978
- Chile
  -  velkokříž Řádu za zásluhy
- Chorvatsko
  -  Velký řád krále Tomislava – 21. října 2014
- Írán
  -  Řád Plejád I. třídy
- Island
  -  velkokříž Řádu islandského sokola – 16. dubna 1958[6]
  -  velkokříž s řetězem Řádu islandského sokola – 4. července 1973[6]
- Itálie
  -  velkokříž  Řádu zásluh o Italskou republiku – 15. května 1966[7]
  -  velkokříž s řetězem Řádu zásluh o Italskou republiku – 8. listopadu 1977[8]
- Japonsko
  -  velkokříž s řetězem Řádu chryzantémy – 1981
  -  Řád drahocenné koruny I. třídy
- Jižní Afrika
  -  velkokříž Řádu dobré naděje – 1996[9]
- Jižní Korea
  -  Velký řád Mugunghwa – 2011
- Jordánsko
  -  řetěz Řádu al-Husajna bin Alího – 1998
- Jugoslávie
  -  Řád jugoslávské hvězdy
- Litva
  -  velkokříž Řádu Vitolda Velikého se zlatým řetězem – 4. října 1996[10]
- Lotyšsko
  -  velkokříž s řetězem Řádu tří hvězd – 17. března 1997 – udělil prezident Guntis Ulmanis[11]
- Lucembursko
  -  rytíř Nasavského domácího řádu zlatého lva – 1976
- Maroko
  -  velkokříž Řádu Ouissam Alaouite – 1988
- Mexiko
  -  řetěz Řádu aztéckého orla – 2008 – udělil prezident Felipe Calderón[12]
- Německo
  -  velkokříž speciální třídy Záslužného řádu Spolkové republiky Německo – 1974
- Nepál
  - Mahendra řetěz – 17. října 1989
  -  velkokříž Řádu cti – 17. října 1989
- Nizozemsko
  -  velkokříž Řádu nizozemského lva – 1975
- Norsko
  -  velkokříž s řetězem Řádu svatého Olafa – 1958
  -  Jubilejní medaile krále Haralda V. 1991–2016 – 17. ledna 2016[13]
  -  Jubilejní medaile krále Olafa V. 1957–1982 – 1982
- Polsko
  -  Řád bílé orlice – 19. dubna 1995
  -  velkokříž Řádu za zásluhy Polské republiky – 1993
- Portugalsko
  -  velkokříž s řetězem Řádu prince Jindřicha – 20. června 1984[14]
  -  velkokříž s řetězem Řádu svatého Jakuba od meče – 12. října 1992[14]
- Rakousko
  -  velkohvězda Čestného odznaku Za zásluhy o Rakouskou republiku – 1964[15]
- Rumunsko
  -  Řád hvězdy Rumunské socialistické republiky I. třídy – 1980
  -  velkokříž s řetězem Řádu rumunské hvězdy – 2000[16]
- Řecko
  -  dáma velkokříže Řádu svaté Olgy a Sofie – 1964
  -  velkokříž Řádu Spasitele – 1964
- Saúdská Arábie
  -  řetěz Řádu krále Abd al-Azíze – 1984
- Slovensko
  -  Řád bílého dvojkříže I. třídy – 23. října 2012 – udělil prezident Ivan Gašparovič[17]
- Slovinsko
  -  Zlatý Řád svobody Slovinské republiky – 8. října 2001 – za zásluhy o posílení přátelských mezistátních vztahů mezi Slovinskem a Dánskem[18]
- Spojené arabské emiráty
  - velkokříž Řádu al Kamala
- Spojené království
  -  Královský Viktoriin řetěz – 1974[19]
  -  dáma Podvazkového řádu – 1979[19]
- Španělsko
  -  velkokříž s řetězem Řádu Karla III. – 15. března 1980 – udělil král Juan Carlos I.[20]
  -  1188. rytíř Řádu zlatého rouna – 23. října 1985 – udělil král Juan Carlos  I.[21]
- Švédsko
  -  Řád Serafínů – 10. dubna 1958
  -  Medaile k 85. narozením krále Gustava VI. Adolfa – 29. srpna 1967
  -  Medaile k 50. narozeninám krále Karla XVI. Gustava – 30. dubna 1996
  -  Medaile rubínového výročí krále Karla XVI. Gustava – 15. září 2013
  -  Medaile k 70. narozeninám krále Karla XVI. Gustava – 30. dubna 2016
- Thajsko
  -  rytíř Řádu Mahá Čakrí – 6. září 1960[22]
  -  rytíř Řádu Rajamitrabhorn – 3. února 2002[23]
- Vatikán
  -  Pro Ecclesia et Pontifice